# Famille de Reversat de Marsac
La famille de Reversat de Célès de Marsac est une famille subsistante de la noblesse française, originaire du Gévaudan.
Elle compte parmi ses membres des trésoriers généraux de France à Montpellier et grand voyer de la généralité de Montpellier dont l'un fut intendant des gabelles du Languedoc, trois conseillers au parlement de Toulouse, un secrétaire général de préfecture à Toulouse, des maires de Marsac, un conseiller général et une Solitaire de Port-Royal des Champs, la dernière.

## Histoire

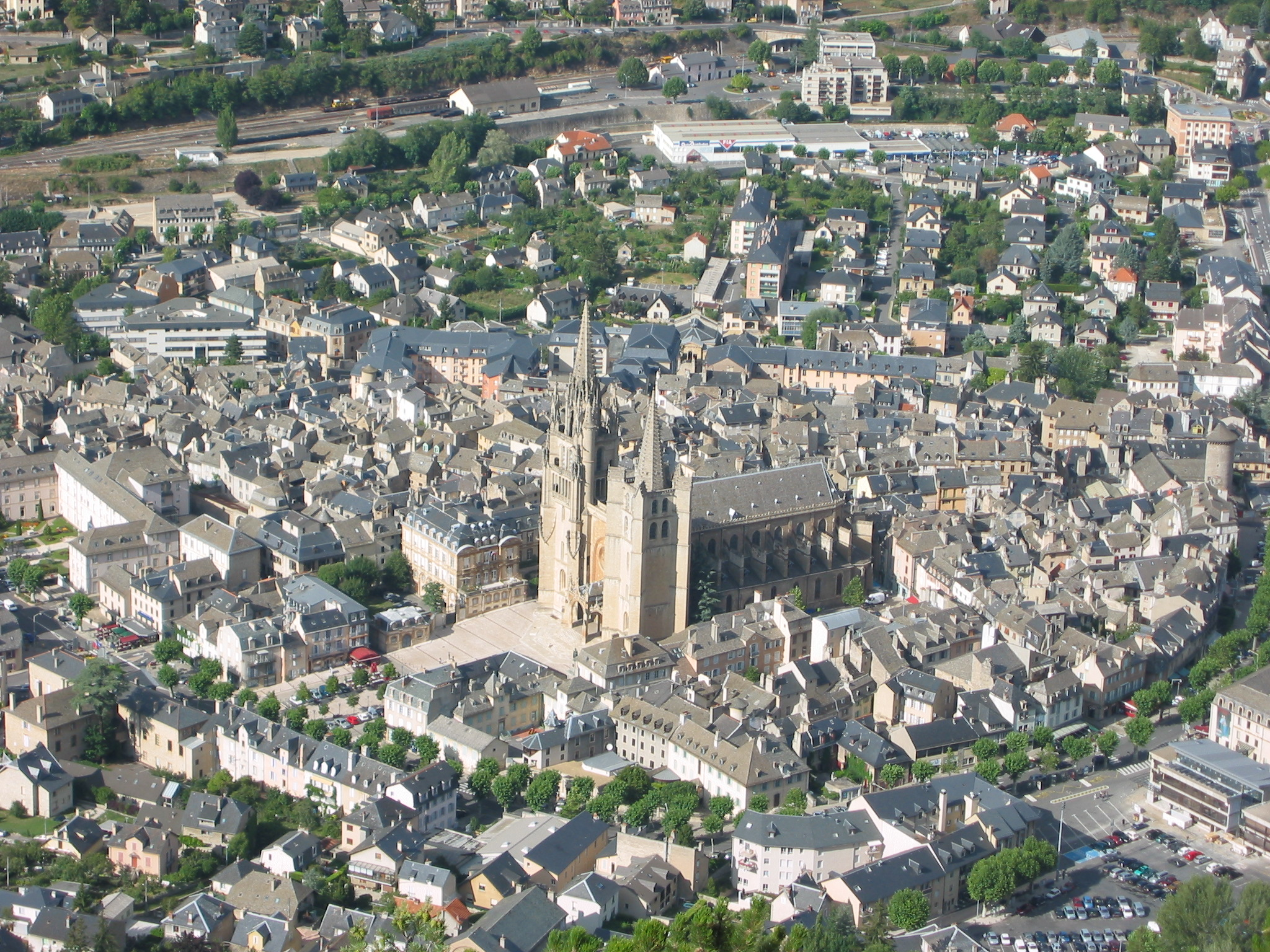
La ville de Mende.

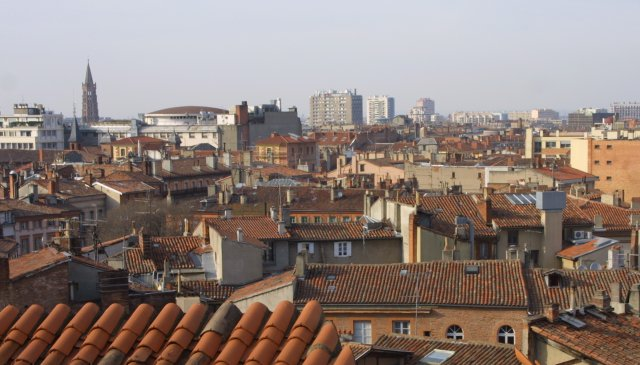
Toulouse, ville parlementaire.

La famille Reversat est au début du XVIIe siècle une famille d'ancienne bourgeoisie de la ville de Mende. Jean et Melchior Reversat vivent à Mende en 1590 où Melchior Reversat est deuxième consul en 1592. Celui-ci était le patron de la chapelle du Saint-Sépulcre en l'église Saint-Gervais.
La filiation suivie remonte à Melchior Reversat, bourgeois et premier consul de Mende en 1617 qui achète la seigneurie de Pailherets cette même année.
La famille se fixe à Toulouse vers 1680 avec son arrière petit-fils Nicolas de Reversat de Célès. Celui-ci est conseiller au parlement de Toulouse de 1681 à 1731, et son fils, François-Melchior de Reversat de Célès (1700-1772), occupa la même charge au même parlement depuis 1719. En 1741 il devient seigneur de Marsac, par héritage de Mathias d'Auterive, cousin de sa mère Marie-Thérèse d'Auterive, seigneur de Marsac. Il fut nommé conseiller d'honneur en 1754. La charge de conseiller au parlement de Toulouse donnait la noblesse à l'issue de deux générations consécutives dans la charge (noblesse graduelle), ainsi la famille de Reversat de Célès de Marsac accéda à la noblesse.
Cette famille compte parmi ses membres trois conseillers au parlement de Toulouse : Nicolas (1681-1731), Melchior (1719 et termine conseiller honoraire de la grand chambre du Parlement), Pierre-Marie Emmanuel (1763 jusqu'à la Révolution française) qui périt sur l'échafaud révolutionnaire à Paris.
En 1789, elle est représentée aux assemblées générales de la noblesse tenues à Toulouse et à Muret.
Le 12 août 1835 à Toulouse Victor de Reversat de Marsac (1784-1870), dit « marquis de Marsac », secrétaire général de la préfecture de Haute-Garonne, épouse Marie Françoise Bénédicte Sainte-Croix Lacroix. Celle-ci fut d’abord membre d'un groupe janséniste convulsionnaire à Toulouse sous le nom de « sœur Françoise », puis après son mariage, elle prit la direction spirituelle d’une petite communauté janséniste établie au château de Marsac (Tarn-et-Garonne). Elle meurt le 22 février 1863 à Marsac (Tarn-et-Garonne). Leur fille cadette, Perpétue (1845-1932), mariée au « vicomte » d'Aurelle de Paladines, veuve sans descendance en 1871, passe les 35 dernières années de sa vie comme « dernière Solitaire de Port-Royal » de 1897 à 1932.

## Filiation
Ci-dessous, une filiation simplifiée de la famille de Reversat de Célès de Marsac:
- Melchior Reversat (†1618), bourgeois et premier consul de Mende en 1617, seigneur de Pailherets, marié à Marguerite Vivian
  - Antoine Reversat sieur de Célès, receveur des tailles en Gévaudan, marié le 16 janvier 1628 à Marguerite de Chevalier
    - Melchior Reversat, sieur de Célès, Altès, Auxillac, Pailherets, conseiller du roi, receveur des tailles du diocèse, trésorier général de France en la généralité de Montpellier en 1667, grand voyer de France, intendant général des gabelles, en Languedoc en 1683. Il fit hommage à l'évêque de Mende en 1668. Marié à Marie de Chastel de Condres
      - Charles Reversat, trésorier général de France en la généralité de Montpellier
      - Jean-François Reversat, trésorier général de France en la généralité de Montpellier, marié vers 1685, à Isabeau de La Croix de Candillargues
      - Nicolas de Reversat de Céletz (vers 1652-1731), chevalier, conseiller en la grand'chambre du Parlement de Toulouse, marié en mai 1693 à Marie-Thérèse d'Auterive, fille d'Étienne d'Auterive, seigneur de Marsac, conseiller au parlement de Toulouse, et de Catherine de Lafont. Décédé à Toulouse le 28 septembre 1731, il est inhumé le 29 dans la nef de la cathédrale Saint-Étienne[9].
        - François-Melchior de Reversat de Célès (vers 1695-1772), conseiller au parlement de Toulouse, seigneur de Marsac par héritage, marié le 9 mars 1734 à Françoise-Ursule de Girard
          - Pierre-Marie-Emmanuel de Reversat de Célès (1742-1794), dit « marquis de Marsac » et « baron de Roquefort », seigneur de la Salvetat Saint-Gilles, conseiller au parlement de Toulouse, périt sur l'échafaud révolutionnaire à Paris. Marié le 6 septembre 1773 à Marie-Françoise de Vignes de Puylaroque
            - Prosper de Reversat de Marsac (1779-1857), conseiller municipal de Toulouse de 1815 à 1830, chevalier de l'ordre royal de la Légion d'honneur en 1828, directeur de la Caisse d'épargne et de prévoyance créée en 1830, marié le 5 septembre 1808 à Gabrielle d'Anceau, sans descendance masculine
            - Victor de Reversat de Marsac (1784-1870), dit « marquis de Marsac », secrétaire général de la préfecture de Haute-Garonne, marié le 12 août 1835 à Toulouse à Marie Françoise Bénédicte Sainte-Croix Lacroix
              - Louis de Reversat de Marsac (1837-1870), dit « marquis de Marsac », maire de Marsac, marié en premières noces, le 29 juin 1859, à Nathalie d'Aurelle de Paladines (1841-1861) et en secondes noces, le 3 avril 1864 à Marie-Antoinette de Saint Jean de Belleud. Du premier mariage :
                - Victor de Reversat de Marsac (1860-1925), sans descendance. Du deuxième mariage :
                - Eugène de Reversat de Marsac (1866-1939), dit « marquis de Marsac », maire de Marsac, marié le 11 octobre 1893, Alodie de Martin de Viviés (1871-1920)
                  - 
                    - Louis de Reversat de Marsac 1895-1928), lieutenant d'artillerie coloniale au 3e Régiment d'aviation à Chateauroux, décédé au Tonkin, marié le 16 février 1922 à Antoinette Simon. Sans descendance
                    - Jean de Reversat de Marsac 1898-1940), marié le 23 novembre 1927 à Marie-Madeleine de Petichet (1904-1981)
                      - Henri de Reversat de Marsac de Petichet (1928-2007), maire de Marsac, conseiller général, avec postérité
                      - Emmanuel de Reversat de Marsac de Petichet, prêtre
                      - Marie-Alodie de Reversat de Marsac de Petichet, avec postérité
                      - Marie-Claire de Reversat de Marsac de Petichet, avec postérité

                  - Jeanne de Reversat de Marsac (1868-1921), mariée le 18 octobre 1893, à Auguste Gayraud 1867-1945) sans postérité

              - Marie de Reversat de Marsac (1839-1863), mariée le 14 juillet 1862, à Pierre Guilhaume Massoc Mandre (1829- ) sans postérité
              - Emmanuel de Reversat de Marsac (1842-1890), marié le 26 octobre 1864 à Louise Saint-Côme (1844-1931)
                - Marie de Reversat de Marsac(1865-), mariée le 22 octobre 1889 à Jérôme Bluem (1866-1948)
                - Jeanne Marie Perpétue de Reversat de Marsac (1868-1869)
                - Melchior Marie Paul de Reversat de Marsac (1870-1871)
                - Louis de Reversat de Marsac (1873-1908), marié le 2 février 1907 à Adrienne Barbara de Labelotterie de Boisséson. Il décéda l'année suivante sans descendance
                - Marie de Reversat de Marsac, mariée le 14 juillet 1862 à Pierre Guilhaume Massoc-Mandre

              - Perpétue de Reversat de Marsac, mariée au « vicomte » d'Aurelle de Paladines, sans descendance. Dernière Solitaire de Port-Royal de 1895 à 1932[10].

      - Christophe Reversat, prêtre, docteur en théologie, prieur de Bagnols en 1688
      - Hyacinthe Reversat, seigneur de la Cham (sur Marvejols)
      - François Reversat, sieur de Mesle, docteur en Sorbonne, chanoine sacristain en la cathédrale de Montpellier, vicaire général de ce diocèse

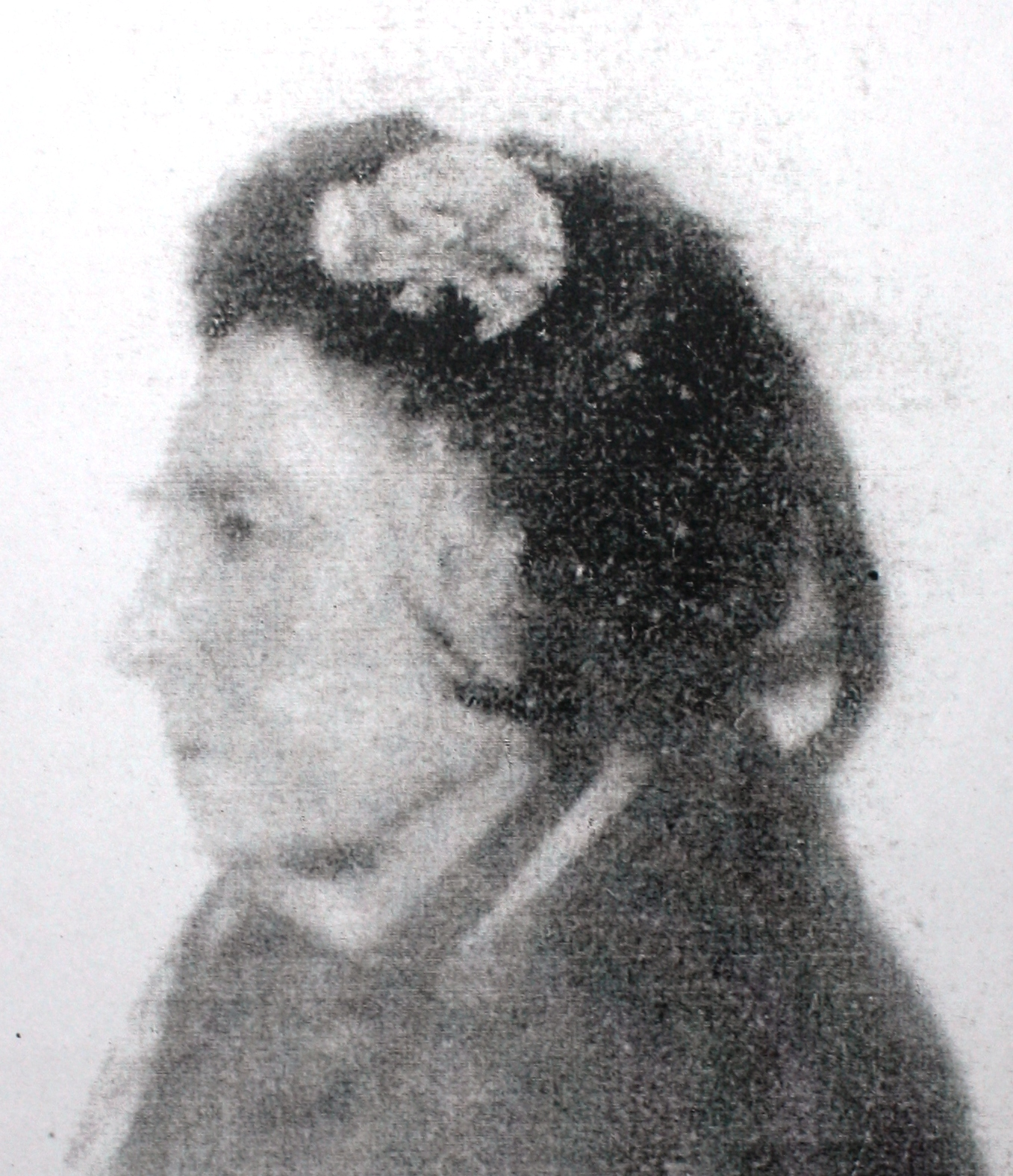
Portrait de Marie Françoise Bénédicte Sainte-Croix Lacroix (1806 ou 1807 - 1863), épouse de Victor de Reversat de Marsac.
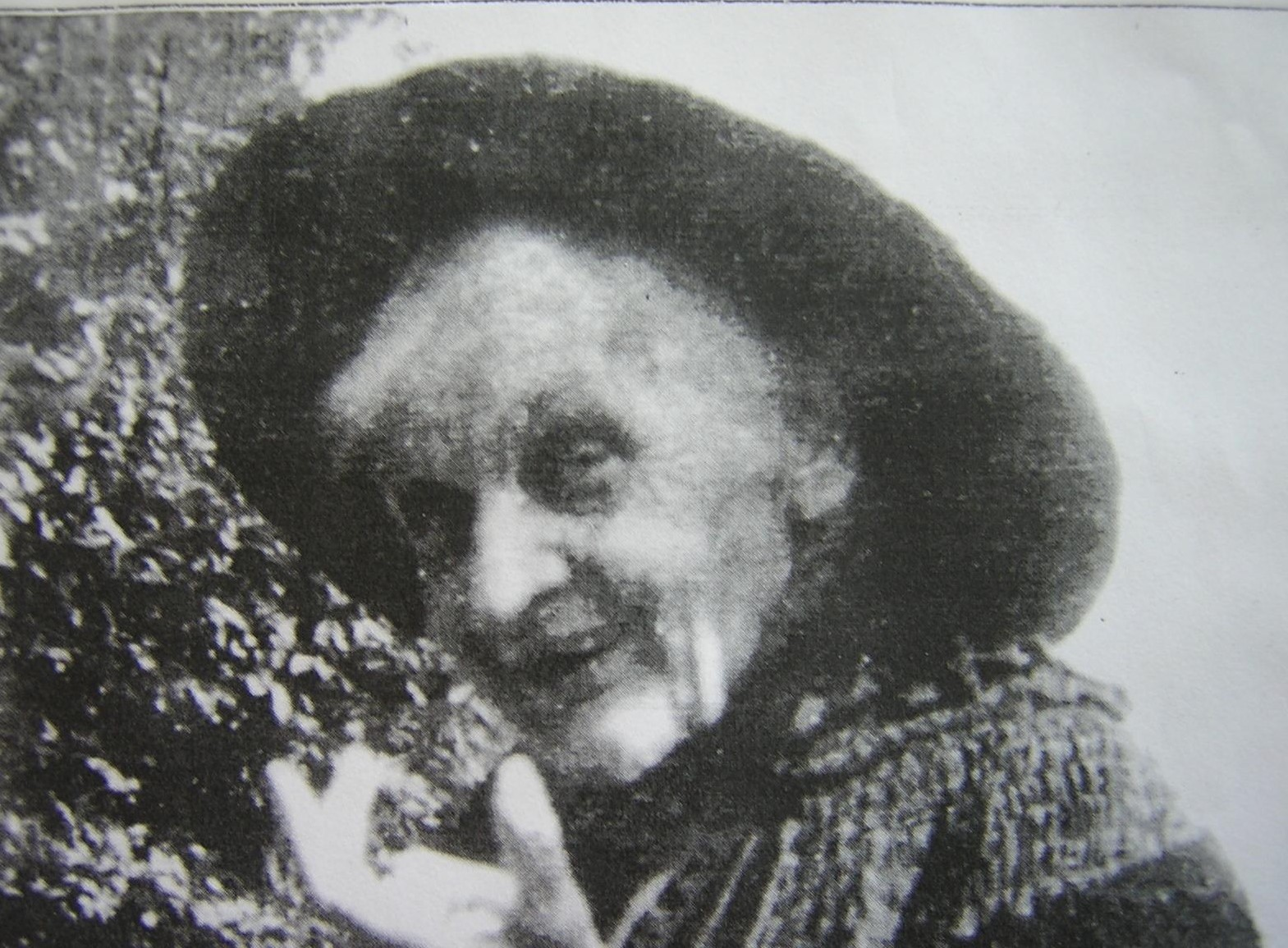
Perpétue Françoise Marie de Reversat de Marsac, veuve d'Aurelle de Paladines, fille des précédents (1845-1932). Solitaire à Port-Royal.

## Personnalités
- Nicolas de Reversat de Célès, conseiller au parlement de Toulouse de 1681 à 1731.
- Melchior de Reversat de Célès de Marsac ( -1772), conseiller au parlement de Toulouse depuis 1719, conseiller d'honneur en 1754
- Pierre-Marie Emmanuel de Reversat de Célès de Marsac (1743-1790), seigneur de La Salvetat-Saint-Gilles et de Marsac, conseiller au parlement de Toulouse (1743-1790), arrêté sous la Révolution, emprisonné à Paris, jugé et guillotiné le 14 juin 1794[11], inhumé au cimetière de Picpus.
- Perpétue de Marsac (1845-1932), Dernière Solitaire à Port-Royal-des-Champs.

## Possessions
- Château de La Salvetat-Saint-Gilles (Haute-Garonne)[12],[13] et des terres environnantes (1729)[14].
- Seigneurie de Marsac (Tarn-et-Garonne) (1741)[12],[13]. Le château de Marsac est une propriété privée qui ne se visite pas[15],[16].
- Seigneurie de Poupas (Tarn-et-Garonne) (1756)[17],[13].
- Château de Reynerie à Toulouse (Haute-Garonne) (de ~1760 à 1781)[17],[18].
- Château du Rieutort et son haras[19] à Roquelaure (Gers) (1781)[17],[18].
- Château de Labastide[20] à Labastide-Beauvoir (Haute-Garonne) (début XIXe à 1869).
- Trois immeubles à Toulouse[3] : 42 rue Pharaon (fin XVIIIe à 1830), 11 place Saint-Étienne (début XIXe à après 1869), 8 rue des Renforts (vers 1830 à après 1869).

À la veille de la Révolution, la famille possédait quarante métairies de vingt à trente hectares chacune, réparties dans la Lomagne gersoise et tarn-et-garonnaise,.

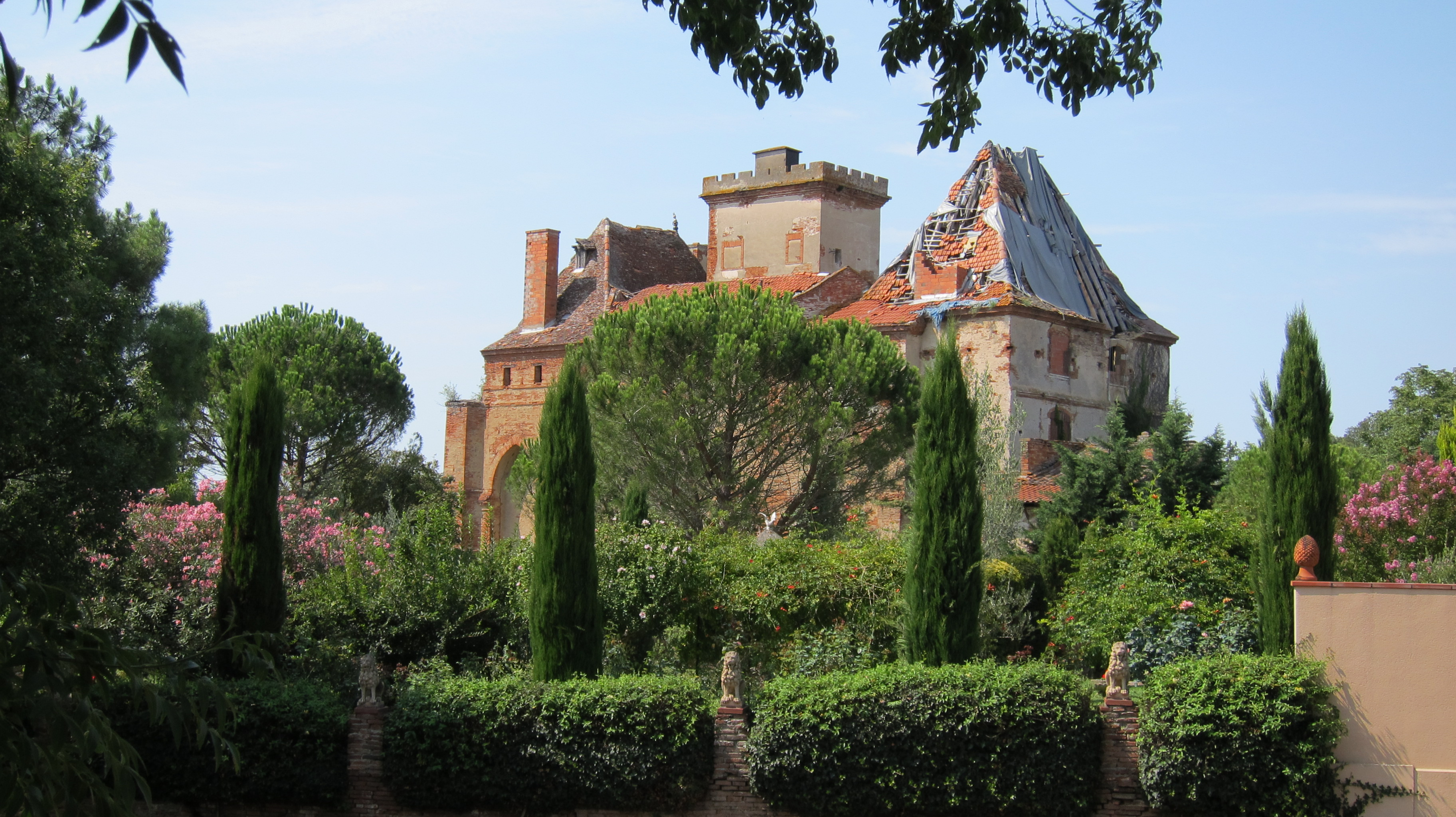
Le château de La Salvetat-Saint-Gilles.
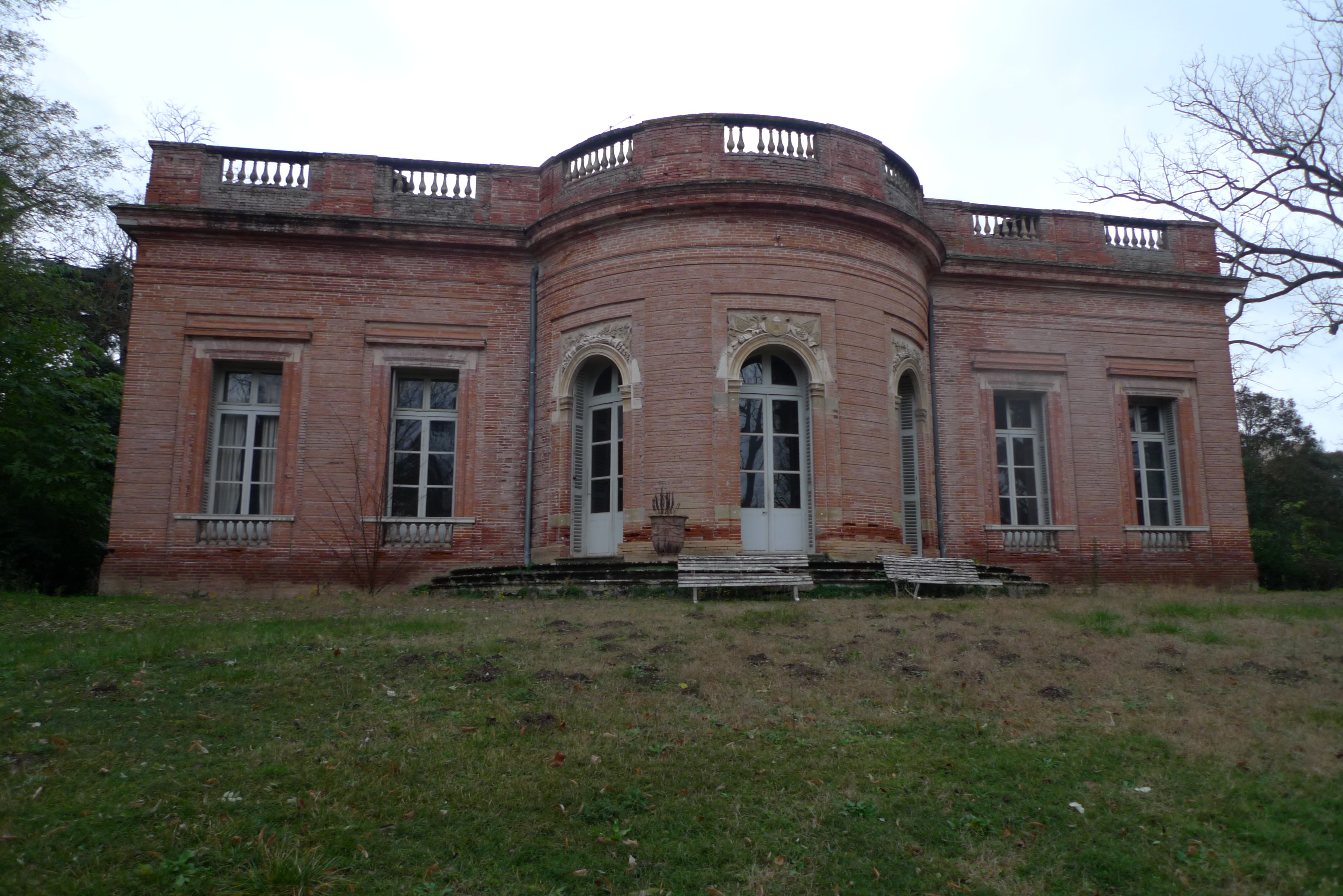
Le château de Reynerie.
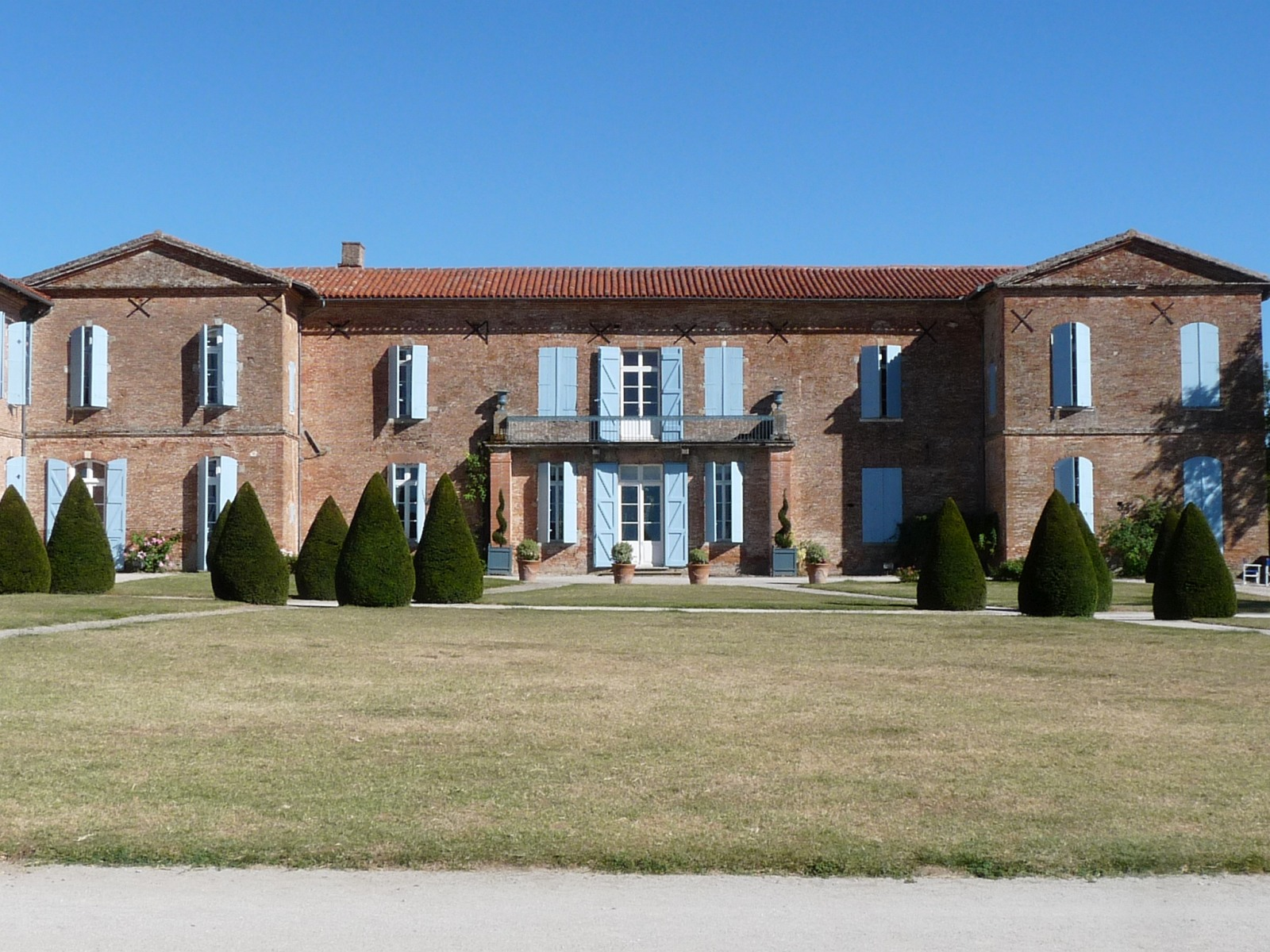
Le château de Labastide-Beauvoir.
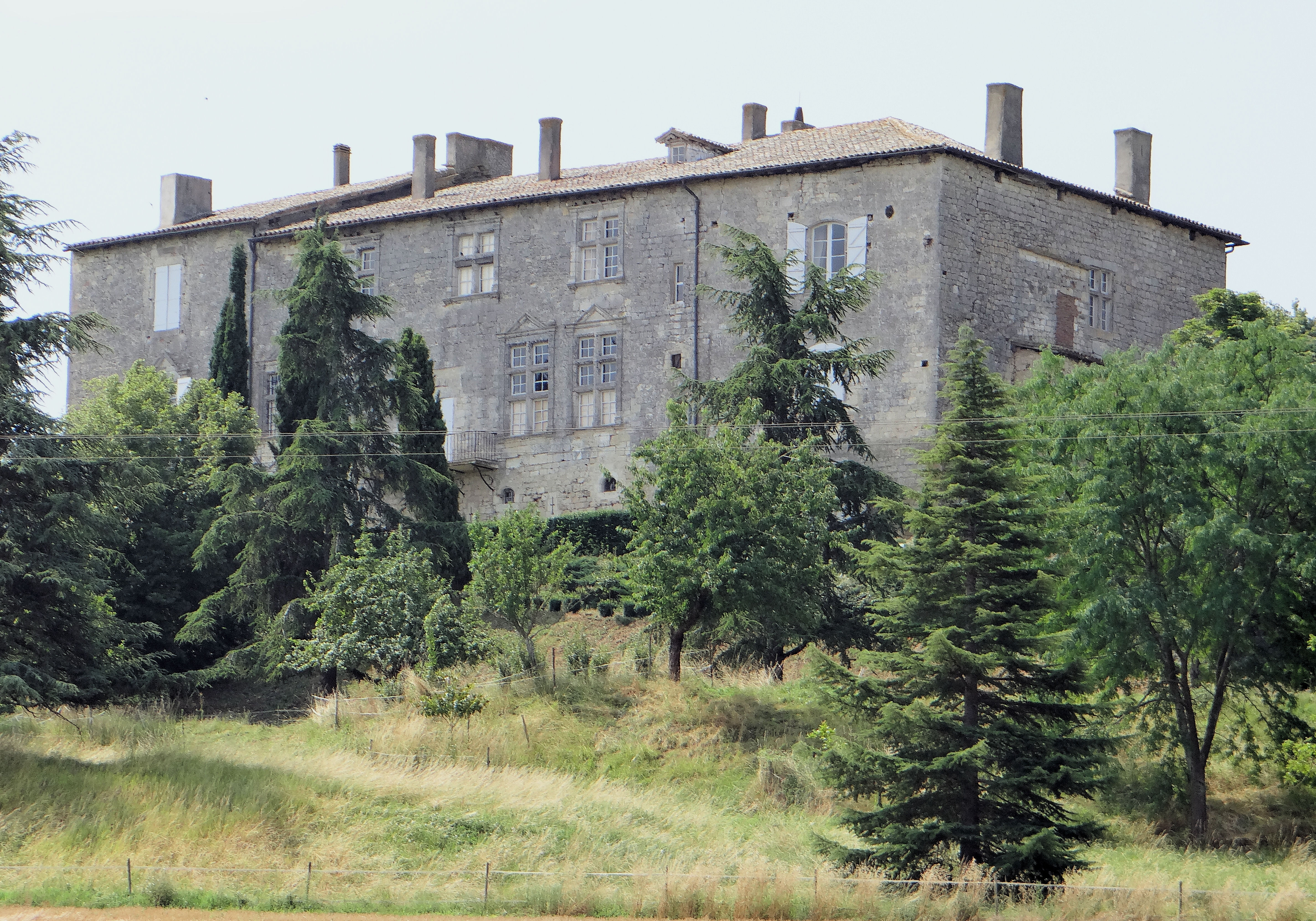
Le château de Marsac.

## Chapelle funéraire familiale
Chapelle funéraire des familles d'Aurelle de Paladines et de Reversat de Marsac depuis 1871 jusqu'à nos jours au cimetière communal de Marsac (Tarn-et-Garonne).

## Armes et titres

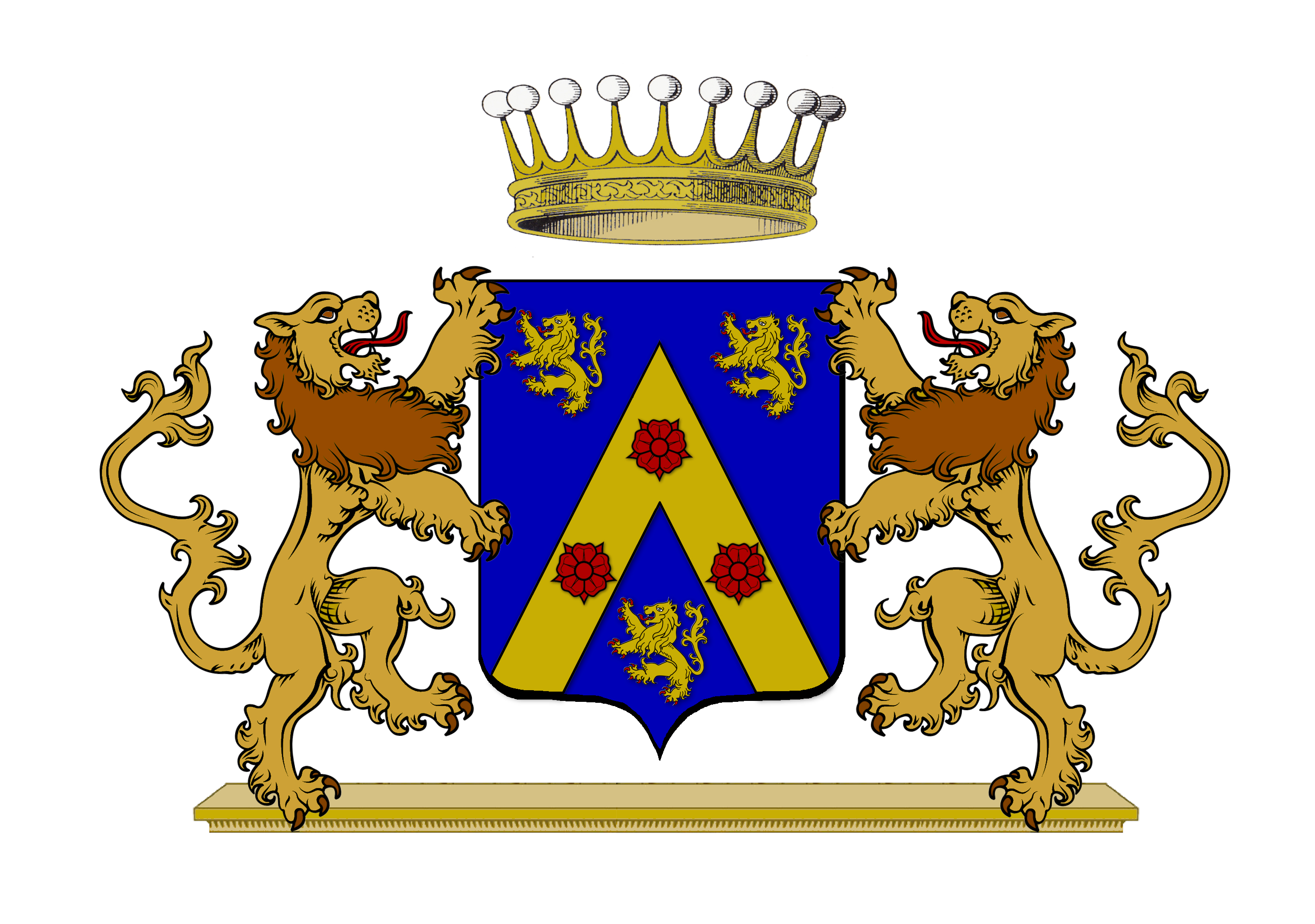
Armoiries de la famille de Reversat de Célès de Marsac.

D'azur, au chevron d'or chargé de roses de gueules, accompagné de trois lions rampants du même, posés deux en chef et un en pointe.
- Supports : deux lions.
- Timbre : couronne de comte.
- La famille de Reversat de Célès de Marsac n'est pas titrée, mais ses membres portent depuis le XVIIIe siècle des titres de « marquis de Marsac » et de « comte de Marsac » (titres de courtoisie).

Louis de La Roque dans Catalogue des gentilshommes de Languedoc rapporte : « Pierre Marie Emmanuel de Reversac de Célès, comte de Marsac et de Poupar marquis de Roquelaure, seigneur de la Brée et du Grazan, baron de Roquefort et de Boussens, conseiller au parlement de Toulouse en qualité de père et légitime administrateur de la personne et des biens de Jean-Gabriel-Prosper de Reversac de Marsac, son fils, marquis de Pezennes, baron de Montesquieu. »

## Alliances
Les principales alliances de la famille de Reversat sont : Gleize, Vivian, de Chevalier (1628), de Chastel de Condres, Borne, Gisquet, de Retz (1653), de La Croix de Candillargues (vers 1685), d'Auterive (1693), de Girard (1734), de Roquefeuil (1770), d'Anceau, de Lingua de Saint-Blanquat, de Vignes de Puylaroque (1773), Lacroix (1835), d'Aurelle de Paladines (1859), Massoc-Mandre (1862), de Saint Jean de Belleud (1864), Saint-Côme (1864), Bluem (1889), Gayraud (1893), de Martin de Viviés (1893), Barbara de Labelotterie de Boisséson (1907), Simon (1922), de Petichet (1927), Touge (1931).